# بیناباد
بیناباد روستایی در دهستان خوسف بخش مرکزی شهرستان خوسف استان خراسان جنوبی ایران است.

## جمعیت
بر پایه سرشماری عمومی نفوس و مسکن در سال ۱۳۹۵ جمعیت این روستا ۱۲۹ نفر (۴۸خانوار) بوده‌است.